# Акустика (альбом «Аквариума»)
«Акустика. История Аквариума — том I» — сборник-антология группы «Аквариум».
По утверждению Бориса Гребенщикова, тот, кто слышал «Акустику», может считать, что он знает «Аквариум», и альбом хорош тем, что в нём «всё встало так, как мы на самом деле играли».

## История создания
Альбом «Акустика. История Аквариума — Том 1» стал сборником песен, которые группа исполняла на домашних концертах конца 70-х — середины 80-х годов, а потому успели ранее уже разойтись по стране в виде самопальных записей чудовищного качества, с разным набором песен и вариаций — даже «канонических вариантов» было несколько. Причём альбом «Электричество. История Аквариума — Том 2» вышел раньше «Акустики». Весь материал «Акустики» был записан в 1981 году, в 82-м добавилась песня «Контрданс», но большая задержка с его выходом получилась из-за шумов — в изначальной версии альбома между песнями был записан шум воды.
Борис Гребенщиков об альбоме:

Здесь увековечены те песни, которые игрались на акустических домашних концертах Аквариума в 78—86 гг. На концертах они, естественно, звучали много непосредственнее — зато на записи в каждой песне играют только те инструменты, которые там нужны.
На концертах же все всегда играли одновременно, создавая характерный для тогдашнего Аквариума весёлый бардак. Писалось все это одновременно с «Треугольником» и «Электричеством» весной, летом и осенью 81-го. Но несколько песен записано ещё раньше, во время первой героической попытки Тропиллы осуществить звукозапись Аквариума в самом сердце врага — прямо на Мелодии («Иванов» и пр).
Так был на долгие года установлен генеральный принцип Аквариума — если есть студия, имеет смысл проводить в ней все свободное время, и что-то интересное случится само собой. Вообще-то, все наши лучшие записи всегда бывали сделаны в стороне от «обязательной работы», в качестве развлечения. Внеконцептуально, как сказали бы некоторые.

Из всех песен «Аквариума» для альбома были выбраны вещи, исполнение которых не требовало особых технических эффектов — максимум два-три инструмента. Время написания песен никакого значения не имело — некоторым композициям было несколько лет, другим — несколько месяцев.
«С той стороны зеркального стекла» пришла из одноимённого альбома 1976 года. «Держаться корней» была написана на рок-фестивале в Тбилиси — в местной гостинице её пели хором приехавшие музыканты. Песни «Моей звезде», «Укравший дождь», «Почему не падает небо» и «Сталь» входили в совместный с Майком Науменко альбом «Все братья — сёстры». «Граф Гарсиа» был написан прямо в студии во время записи «Треугольника», но в тот альбом не попал.
На передней обложке альбома разместился разрушенный дворец, стоящий на маленьком островке напротив Каменного острова, мимо которого бегал Гребенщиков, занимавшийся в то время кунг-фу.

## Участники записи
«Аквариум»:
- БГ — вокал, гитара
- Всеволод Гаккель — виолончель, вокал
- Михаил Файнштейн-Васильев — бас-гитара, перкуссия
- Андрей Романов — флейта, вокал
- Александр Кондрашкин — ударные, перкуссия

Приглашенные музыканты:
- Ольга Першина — вокал
- Иван Воропаев — альт (на «Контрдансе»)

## Список композиций
Список композиций из последнего переиздания альбома в рамках проекта «Антология».
Музыка и тексты во всех песнях — БГ, кроме специально отмеченных.
1. Держаться корней (3:21)
2. С той стороны зеркального стекла (3:16)
3. Сталь (3:48)
4. 25 к 10 (2:46)
5. К друзьям (0:55) (Б.Гребенщиков — А.Гуницкий)
6. Десять стрел (2:19) (Ю.Дышлов — Б.Гребенщиков)
7. Почему не падает небо (1:51)
8. Граф Гарсиа (1:14) (Б.Гребенщиков — А.Гуницкий)
9. Нам всем будет лучше (2:41)
10. Иванов (3:24)
11. Второе стеклянное чудо (1:53)
12. Моей звезде (1:40)
13. Укравший дождь (2:04)
14. Песня для нового быта (2:32)

### Бонус-треки
Присутствуют на диске «Антология — IV. Акустика»; «Глядя в телевизор» и «Золотых лошадей» — также на двух первых переизданиях альбома.
1. Глядя в телевизор (3:18)
2. Сонет (3:53) (Б.Гребенщиков — А.Гуницкий)
3. Золотых лошадей (2:29) (Б.Гребенщиков, С.Курёхин — Б.Гребенщиков)
4. Контрданс (3:56)

## История изданий альбома
- 1981 год — изначальная версия магнитоальбома содержала следующие песни:

1. Держаться корней
2. С той стороны зеркального стекла
3. Сталь
4. 25 к 10
5. К друзьям
6. Десять стрел
7. Почему не падает небо
8. Граф Гарсиа
9. Нам всем будет лучше
10. Иванов
11. Второе стеклянное чудо
12. Моей звезде
13. Укравший дождь
14. Песня для нового быта

- 1982 год — специальное издание (22 февраля 1982) содержало следующие песни:

1. 25 к 10
2. Песня для нового быта
3. С той стороны зеркального стекла
4. 10 стрел
5. Почему не падает небо
6. Второе стеклянное чудо
7. Граф Гарсиа
8. К друзьям
9. Моей звезде
10. Сталь
11. Укравший дождь
12. Сонет
13. Держаться корней
14. Глядя в телевизор
15. Нам всем будет лучше
16. Иванов

- 1982 год — вторая версия магнитоальбома содержала следующие песни:

1. Песня для нового быта
2. 10 стрел
3. Почему не падает небо
4. Граф Гарсиа/Таинство брака
5. Нам всем будет лучше
6. Иванов
7. Второе стеклянное чудо
8. Моей звезде
9. Контрданс
10. Держаться корней
11. С той стороны зеркального стекла
12. Укравший дождь
13. Сталь
14. 25 к 10
15. К друзьям

После списка песен была надпись: «Эх, Хокусая б счас сюда» Бо Хой-Цзы.
- 1983 год — третье переиздание альбома содержало следующие песни:

1. Песня для нового быта
2. 10 стрел
3. Почему не падает небо
4. Граф Гарсиа/Таинство брака
5. Нам всем будет лучше
6. Иванов
7. Второе стеклянное чудо
8. Моей звезде
9. Золотые лошади
10. Контрданс
11. Держаться корней
12. С той стороны зеркального стекла
13. Укравший дождь
14. Сталь
15. 25 к 10
16. К Друзьям
17. Сонет
18. Чай
19. Электрический пёс
20. Все, что я хочу
21. Глядя в телевизор
22. Таинство брака

- 1983 год — четвёртое переиздание альбома содержало следующие песни:

1. Золотые лошади
2. Песня для нового быта
3. Укравший дождь
4. С той стороны зеркального стекла
5. Сонет
6. 10 стрел
7. Чай
8. Почему не падает небо
9. Электрический пёс
10. Второе стеклянное чудо
11. Все, что я хочу
12. Граф Гарсиа/Таинство брака
13. Держаться корней
14. К друзьям
15. Глядя в телевизор
16. Моей звезде
17. Нам всем будет лучше
18. Сталь

- 1996 год — студия «Триарий» официально издала альбом в собственном оформлении[4] и со следующим списком песен:

1. Укравший дождь
2. Нам всем будет лучше
3. Граф Гарсиа
4. Песня для нового быта
5. Иванов
6. Держаться корней
7. Моей звезде
8. 10 стрел
9. Почему не падает небо
10. Сталь
11. Второе стеклянное чудо
12. С той стороны зеркального стекла
13. 25 к 10
14. К друзьям

### Бонус-треки
1. Золотых лошадей
2. Контрданс

- 2002 год — альбом переиздан на CD в рамках проекта «Антология». В этом издании добавлены 4 бонус-трека, порядок песен см. выше — первую версию.